# Punta Bianca (Alpi del Weisshorn e del Cervino)
La Punta Bianca (Pointe Blanche in francese) è una montagna di 3918 m s.l.m. delle Alpi Pennine, lungo la frontiera tra l'Italia (Valle d'Aosta) e la Svizzera (Canton Vallese).

## Descrizione
È situata tra la Dent d'Hérens e il Cervino.

## Accesso
Normalmente l'accesso alla vetta avviene dal Bivacco Giorgio e Renzo Novella (3708 m), che è raggiungibile partendo da Cervinia o dal Rifugio Duca degli Abruzzi.